# Comaphorus concisus
Comaphorus concisus és una espècie extinta de mamífer cingulat de la família dels clamifòrids que visqué a Sud-amèrica durant el Miocè superior, fa entre 6,8 i 9 milions d'anys. Se n'han trobat restes fòssils a la formació d'Ituzaingó, a la província argentina d'Entre Ríos. Es tracta de l'única espècie del gènere Comaphorus. Aquest parent dels armadillos d'avui en dia fou descrit a partir d'un sol osteoderma de la cuirassa. El nom genèric Comaphorus significa ‘pilífer’.